# Junior-Computer

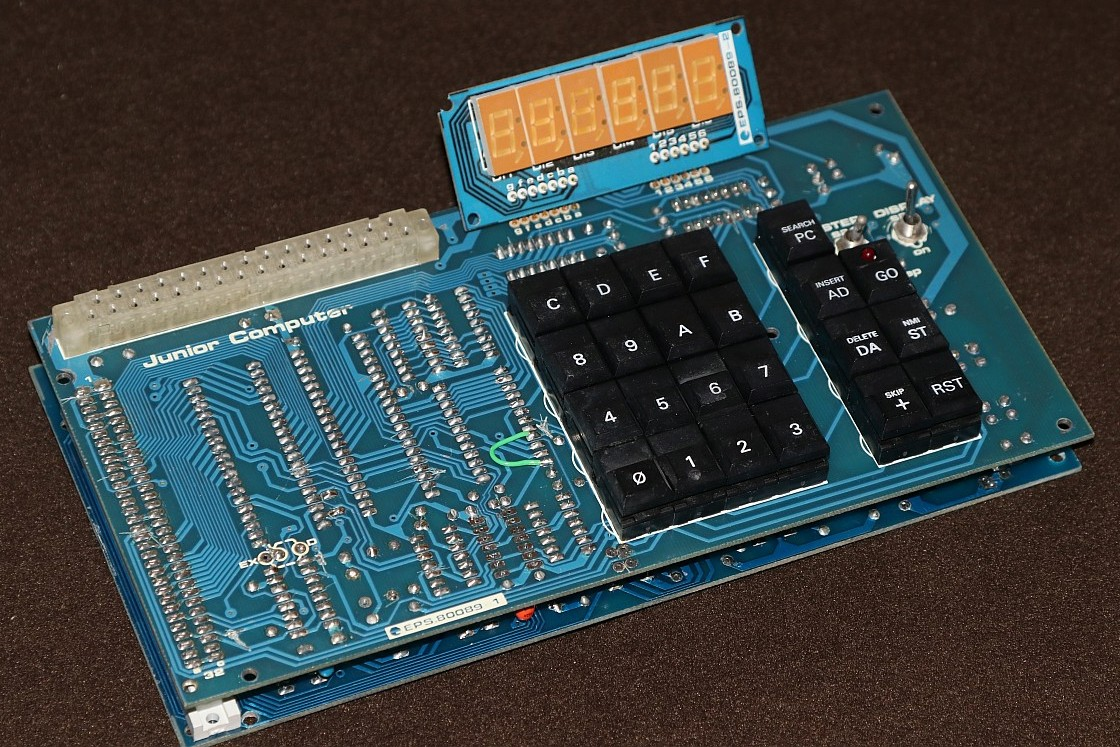
Junior-Computer

Der Junior-Computer war ein erweiterungsfähiger Einplatinencomputer-Bausatz auf Basis des 6502-Prozessors.
Entwickelt wurde der Rechner von Loys Nachtmann für die Zeitschrift Elektor, die den Bausatz in einer mehrteiligen Artikelserie ab Mai 1980 vorstellte.
Obwohl der Elektor-Junior-Computer nicht der erste Einplatinen-Computer auf Basis des 6502-Prozessors war (in den USA gab es damals schon den KIM-1), war es besonders in Westeuropa ein sehr erfolgreiches Modell, das mehrere tausend Mal nachgebaut wurde. Die Entwicklung des Junior-Computers war inspiriert vom KIM-1.
Im Grundausbau verfügte das System über 1 kB ROM und 1 kB RAM. Zur Bedienung des im ROM befindlichen Monitorprogramms standen sechs 7-Segment-Anzeigen und ein Tastenfeld mit 23 Tasten zur Verfügung. Der Grundausbau konnte nachträglich um eine Interfacekarte ergänzt werden, die mit Abstandshaltern unter der Basisplatine montiert wurde. Diese enthielt Steckplätze für eine Speichererweiterung (4 kB EPROM, 1 kB RAM), einen parallelen Interface-Baustein und ein Interface, um Programme auf Musikkassetten speichern zu können.
An die Interfacekarte konnte eine Buskarte angesteckt werden, über die das System mit weiteren Steckkarten aufgerüstet werden konnte. Es gab mehrere verschiedene Speicherkarten, ein Input/Output-Interface, ein Disketteninterface, EPROM-Programmiergerät, Video-Terminal und vieles mehr. Neben den vier von Elektor herausgegebenen Büchern zum Junior-Computer entstand eine ganze Reihe von „Paperware“-Druckausgaben mit Tipps und Tricks, Programmbeispielen und Listings.